# 阿卜杜拉·阿利什
阿卜杜拉·阿利什，全名阿卜杜拉·巴里耶维奇·阿利舍夫（俄语：Абдулла Бариевич Алишев），鞑靼语名加布杜拉然·加布杰尔巴里·乌雷·阿利舍夫（1908年9月15日生于喀山省斯帕斯克县卡尤基村-1944年8月25日逝于柏林），是一名苏联鞑靼族诗人和作家，著有数部儿童短篇故事集、诗作和剧作。

## 生平
阿利什生于1908年。1927年，他就读于喀山土地管理学院，毕业后投身于土地开发业和建筑业，1933年转业为记者，担任《先锋笔》杂志的执行秘书。1938年至1941年，他在喀山教育学院进修。
1939年，阿利什加入了苏联作协。当年上任鞑靼苏维埃社会主义自治共和国作协执行秘书的穆萨·加里写道：“作家A·阿利什的作品语言朴实无华又趣味十足，内容包罗万象。他可谓是鞑靼苏维埃学童的权威。”1941年开战前，他担任了鞑靼广播委员会的编辑。
苏德战争爆发后，阿利什投笔从戎，前往前线作战。1941年10月，他在布良斯克被俘，并被投入集中营。在集中营中，他认识了穆萨·加里。两人和另外九人一起组建了一个地下组织，并参与到对伏尔加鞑靼军团的破坏工作中。后来，德军发觉了他们的抵抗行为，就在1944年8月25日把他们处斩在柏林的普勒岑湖监狱。
1965年，喀山少先队宫冠上了阿利什之名。
阿利什的后代现居于罗斯托夫州亚速。

## 著作
阿利什著有以下作品：
- 短篇故事集《先锋队之旗》（1931年）
- 故事《明亮的湖畔》（1933年）
- 短篇故事集《浪潮》（1934年）
- 短篇故事集《誓言》（1935年）
- 诗集《与伊利吉兹同在》和《我的兄弟》（1940年），此两部作品在鞑靼儿童文学界具有显著的地位
- 《母亲的故事》，此作品在俄罗斯多次再版
- 剧作《小囚犯》和《健谈的鸭子》（曾在鞑靼木偶剧场上演）
- 剧作《邻居》、《星星》（1934年-1935年，与阿卜杜拉·艾哈迈德合著）

在狱中，阿利什也创作过许多表达献身于人民的意愿的诗作（如《祖国》、《死亡之歌》、《故乡的村庄》、《我的歌》）

## 纪念
在喀山克里姆林宫斯帕斯克塔附近的5月1日广场上，矗立着一座穆萨·加里纪念碑，碑上刻有他在库尔马舍夫集团的十名战友的浮雕。
2002年，抵抗运动博物馆（位于柏林普勒岑湖监狱博物馆旁）开放了穆萨·加里和阿卜杜拉·阿利什的展览台。
2018年，博尔加尔市开放了阿卜杜拉·阿利什博物馆（位于保加尔历史考古建筑群所在地）。

## 延伸阅读
- Ибатуллин Т. Военный плен: причины, последствия. — СПб, 1997.
- Симонов К., Сосед по камере, «Литературная газета», 1956, 13 октября;
- Мустафин, Р. А. . М.: Советский писатель. 1976 （俄语）.